# Cena Jiřího Ortena
Cena Jiřího Ortena je české literární ocenění udílené autorovi prozaického či poetického díla napsaného v českém jazyce. Oceněnému autorovi nesmí být v době dokončení díla více než třicet let. Cena Jiřího Ortena vznikla v roce 1987 mimo oficiální struktury (mezi „otce zakladatele“ patří Jindřich Pokorný a Vladimír Pistorius), dlouhá léta ji udělovalo nakladatelství Mladá fronta a nyní ji společně udělují Svaz českých knihkupců a nakladatelů a Magistrát hlavního města Prahy. Součástí ocenění je finanční odměna ve výši 50 tisíc korun.

## Laureáti

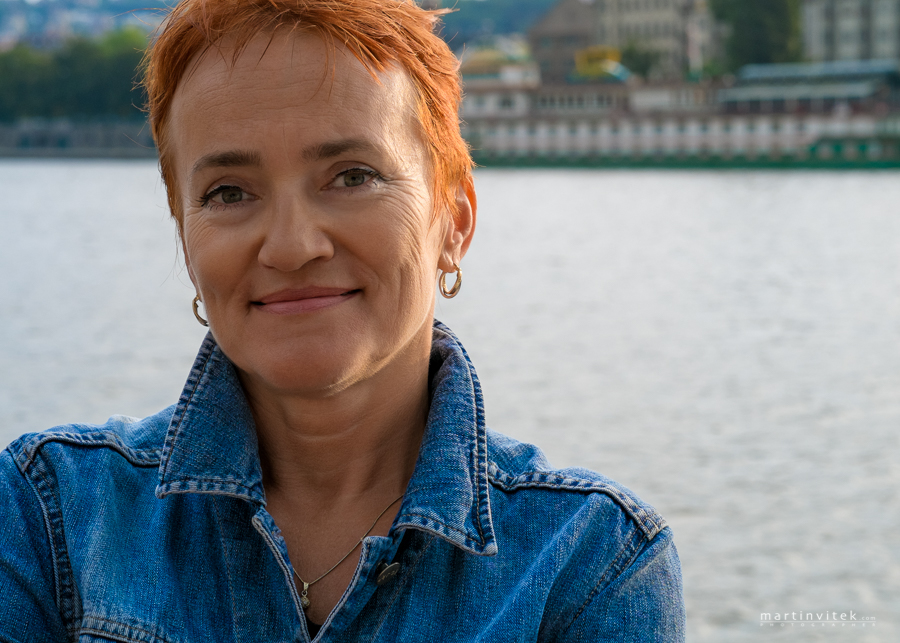
Tereza Boučková, nositelka ceny za rok 1990

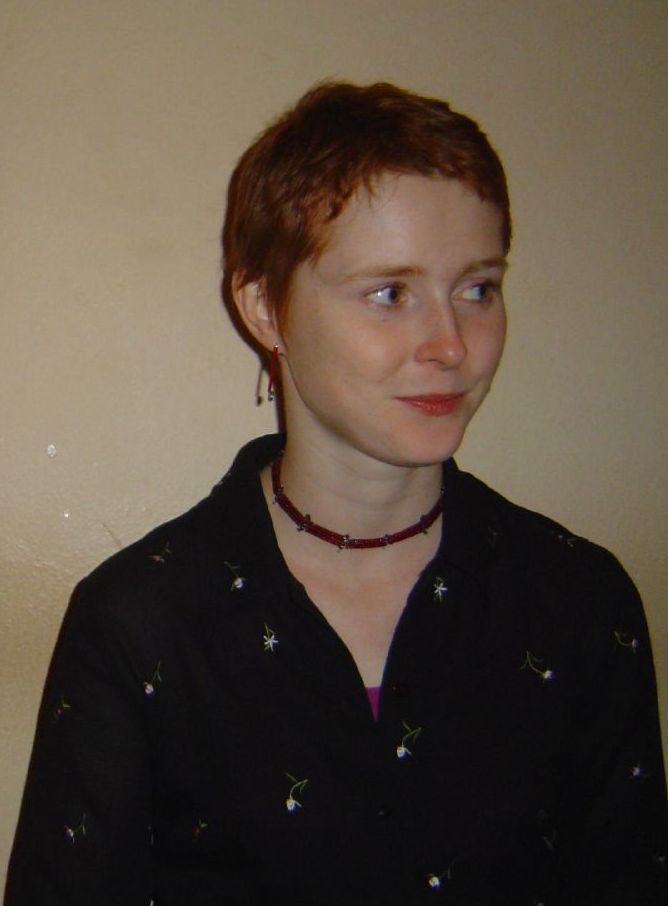
Marie Šťastná, nositelka ceny za rok 2004

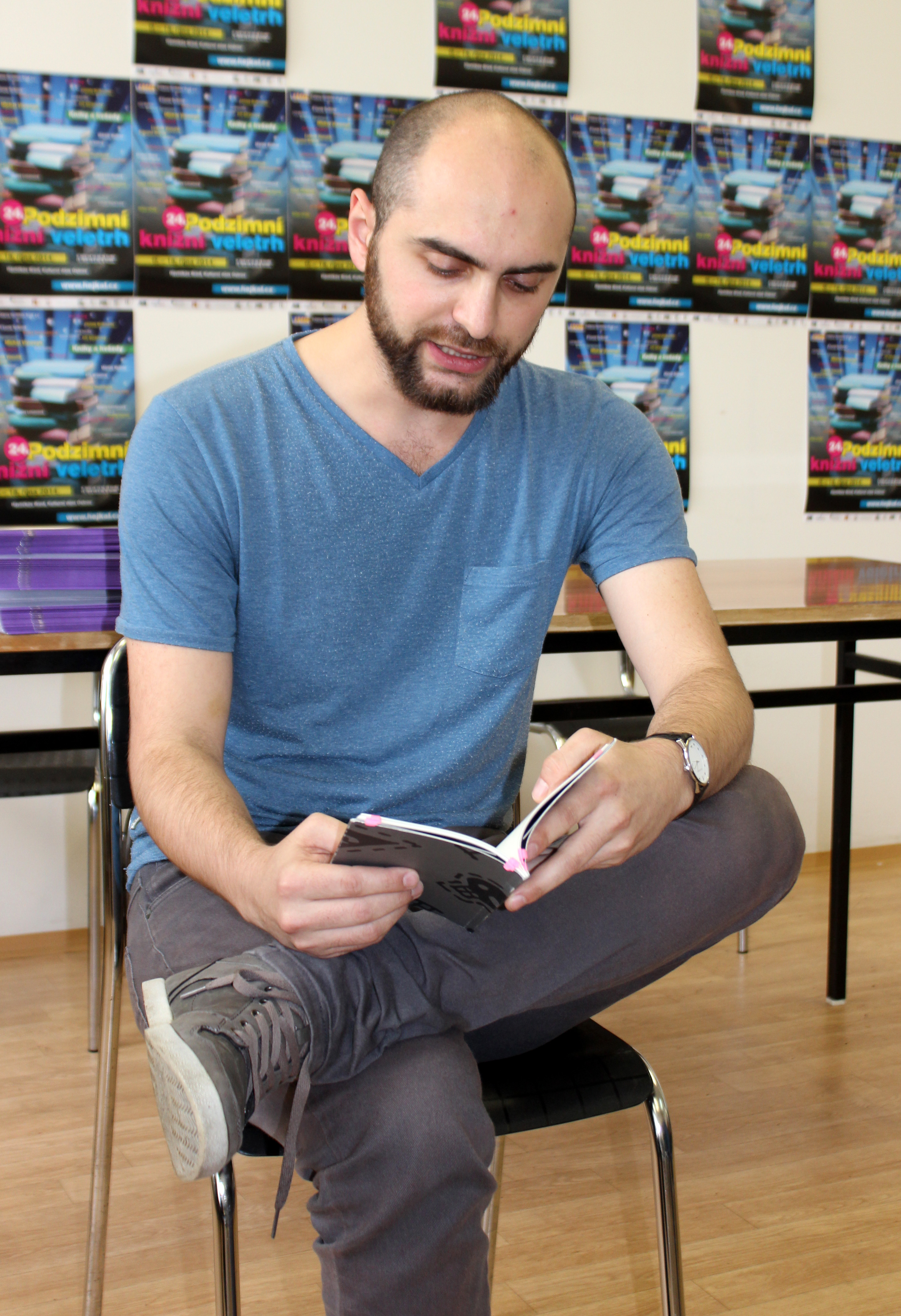
Ondřej Hanus, nositel ceny za rok 2014

- 1987 – Zuzana Brabcová, Daleko od stromu
- 1988 – Martin M. Šimečka, Žabí rok.
- 1989 – Petr Placák, Medorek
- 1990 – Tereza Boučková, Indiánský běh
- 1991 – Vít Kremlička, Lodní deník
- 1992 – Jaroslav Pížl, Manévry
- 1993 – Michal Viewegh, Báječná léta pod psa ISBN 80-7227-135-0
- 1994 – Jaromír Typlt, Ztracené peklo
- 1995 – Petr Borkovec, Ochoz
- 1996 – Božena Správcová, Výmluva
- 1997 – Jan Jandourek, V jámě lvové
- 1998 – Bogdan Trojak, Pan Twardowski ISBN 80-86055-33-7
- 1999 – Pavel Brycz, Jsem město
- 2000 – Věra Rosí, Holý bílý kmen ISBN 80-86055-66-3
- 2001 – cena nebyla udělena
- 2002 – Martin Langer, Pití octa ISBN 80-7294-035-X; Jaroslav Rudiš, Nebe pod Berlínem ISBN 80-85935-41-4
- 2003 – Radek Malý, Vraní zpěvy ISBN 80-7227-143-1
- 2004 – Marie Šťastná, Krajina s Ofélií
- 2005 – Kateřina Kováčová, Hnízda.
- 2006 – Marek Šindelka, Strychnin a jiné básně
- 2007 – Petra Hůlová (Umělohmotný třípokoj) a Jonáš Hájek (Suť)
- 2008 – Petra Soukupová, K moři ISBN 978-80-7294-234-3; nominace: Bára Gregorová: Kámen – hora – papír a Ondřej Macura: Indicie
- 2009 – Jana Šrámková, Hruškadóttir, ISBN 978-80-85935-98-1; nominace: Jakuba Katalpa: Hořké moře a Jakub Řehák: Světla mezi prkny
- 2010 – Jan Těsnohlídek ml., Násilí bez předsudků, ISBN 978-80-904162-6-0; nominace: Jan Němec: Hra pro čtyři ruce a Kateřina Tučková: Vyhnání Gerty Schnirch
- 2011 – Františka Jirousová, Vyhnanci, ISBN 978-80-87409-06-0; nominace: Zuzana Frantová: Vikinská princezna aneb Velké velrybí vyprávění a Jaroslav Balvín: Mácha: Deníky. Turistický průvodce
- 2012 – Vratislav Maňák, Šaty z igelitu, ISBN 978-80-7294-562-7; nominace: Ondřej Buddeus, 55 007 znaků včetně mezer a Orangutan v zajetí má sklony k obezitě; Michaela Keroušová, Nemístnosti
- 2013 – Ondřej Buddeus, rorýsy; nominace: Tomáš Gabriel, Tak černý kůň tak pozdě v noci; Jaroslav Žváček, Lístek na cestu z pekla
- 2014 – Ondřej Hanus, Výjevy; nominace: Martin Poch, Jindřich Jerusalem, Jonáš Zbořil, Podolí
- 2015 – Alžběta Stančáková, Co s tím; nominace: Alžběta Michalová, Zřetelně nevyprávíš, Luboš Svoboda, Vypadáme, že máváme
- 2016 – Sára Vybíralová: Spoušť; nominace: Zuzana Lazarová: Železná košile, Helena Černohorská: O trudném konci Marie Večeřové a korunního prince Rudolfa
- 2017 – Zuzana Kultánová: Augustin Zimmerman; nominace: Dominik Melichar: Schýlené tělo, Jan Nemček: Proluka
- 2018 – Ondřej Macl: Miluji svou babičku víc než mladé dívky; nominace: Lucie Faulerová: Lapači prachu; Emma Kausc: Cykly
- 2019 – Anna Cima: Probudím se na Šibuji; nominace: Vojtěch Matocha: Prašina, Jan Škrob: Reál
- 2020 – Hana Lehečková: Svatá hlava; nominace: Přemysl Krejčík: Malej NY, Ladislav Slezák: Mount Anne
- 2021 – Šimon Leitgeb: Betonová pláž; nominace: Gábina Pokorná: V hlavě: Ze zápisků mladé schizofreničky, Klára Vlasáková: Praskliny
- 2022 – Vojtěch Vacek: Měňagon; nominace: Josef Tichý: Předvečer, Radek Touš: Štičí kost
- 2023 – Filip Klega: Andrstán; nominace: Anna Sedlmajerová: Bizarrum multiflorum, Ondřej Škrabal: Cesta k billboardu
- 2024 – Marek Torčík: Rozložíš paměť; nominace: Vasilios Chaleplis: Flavedo, Ondřej Krystyník: Dům U Orobinců
- 2025 – Lubomír Tichý: Místní; nominace: Sufian Massalema: Možnosti přehlíženého, Apolena Vybíralová: Vzteklina